# 查尔斯·田贝
查尔斯·哈维·田贝（英語：Charles Harvey Denby，1830年6月16日—1904年1月13日），是美国的外交官，田夏礼的父亲，曾担任驻清朝公使。甲午戰爭期間，他推动美国政府從不干涉转向积极斡旋。张荫桓、邵友濂赴广岛议和時，他帮清政府准备全权证书，为张荫桓献策。广岛议和失败后，他又推动了马关议和，協助簽訂了《马关条约》。
著有China and Her People，提到他在甲午戰爭期間應中日要求擔任議和中間人的經過。